# سربازان مزدور (فیلم)
سربازان مزدور (انگلیسی: The Dogs of War) فیلمی جنگی به کارگردانی جان اروین است که در سال ۱۹۸۰ منتشر شد.

## بازیگران
- کریستوفر واکن
- تام برنگر
- کالین بلکلی
- پل فریمن
- جوبت ویلیامز
- جورج هریس
- ژان-فرانسوا استونن
- وینستون نتشونا
- پدرو آرماندریاز جونیور
- اد اونیل
- شین ریمر
- مارتین لاسال